# Империя (град)
 Тази статия е за италианския град.  За други значения вижте Империя (пояснение).  
Импѐрия (на италиански: Imperia) е пристанищен град и община в Северна Италия, административен център на провинция Империя в регион Лигурия. Разположен е на 10 m надморска височина, на брега на Лигурското море, в лигурското западно крайбрежие. Населението на града е 42 319 души (към декември 2009).